# Liang Xiaojing
Liang Xiaojing (chiń. 梁小静; pinyin Liáng Xiǎojìng, ur. 7 kwietnia 1997 w Zhaoqing) – chińska lekkoatletka specjalizująca się w biegach sprinterskich.

## Kariera sportowa
W 2013 weszła w skład chińskiej sztafety 4 × 100 metrów, która odpadła w eliminacjach podczas mistrzostw świata w Moskwie. W 2014 zdobyła dwa złota mistrzostw Azji juniorów oraz triumfowała w biegu na 100 metrów w trakcie igrzysk olimpijskich młodzieży. Na eliminacjach zakończyła swój występ w biegu na 200 metrów i w sztafecie 4 × 100 metrów podczas mistrzostw świata w Pekinie (2015). Brązowa medalistka IAAF World Relays (2017). W 2018 została złotą medalistką halowych mistrzostw Azji w Teheranie.
Medalistka mistrzostw Chin.

## Osiągnięcia
| Rok  | Impreza                               | Miejsce        | Konkurencja        | Lokata     | Wynik   |
| ---- | ------------------------------------- | -------------- | ------------------ | ---------- | ------- |
| 2013 | Mistrzostwa świata juniorów młodszych | Donieck        | bieg na 400 m      | półfinał   | 55,46   |
| 2013 | Mistrzostwa świata juniorów młodszych | Donieck        | sztafeta szwedzka  | finał      | DQ      |
| 2013 | Mistrzostwa świata                    | Moskwa         | sztafeta 4 × 100 m | eliminacje | 44,22   |
| 2014 | Mistrzostwa Azji juniorów             | Tajpej         | bieg na 100 m      | 1. miejsce | 11,58w  |
| 2014 | Mistrzostwa Azji juniorów             | Tajpej         | sztafeta 4 × 100 m | 1. miejsce | 45,34   |
| 2014 | Igrzyska olimpijskie młodzieży        | Nankin         | bieg na 100 m      | 1. miejsce | 11,65   |
| 2015 | IAAF World Relays                     | Nassau         | sztafeta 4 × 200 m | 4. miejsce | 1:34,89 |
| 2015 | Mistrzostwa Azji                      | Wuhan          | bieg na 200 m      | eliminacje | 24,17   |
| 2015 | Mistrzostwa świata                    | Pekin          | bieg na 200 m      | eliminacje | 23,57   |
| 2015 | Mistrzostwa świata                    | Pekin          | sztafeta 4 × 100 m | eliminacje | 43,18   |
| 2016 | Igrzyska olimpijskie                  | Rio de Janeiro | sztafeta 4 × 100 m | eliminacje | 42,70   |
| 2017 | IAAF World Relays                     | Nassau         | sztafeta 4 × 100 m | 3. miejsce | 43,11   |
| 2017 | IAAF World Relays                     | Nassau         | sztafeta 4 × 200 m | 8. miejsce | 1:37,60 |
| 2017 | Mistrzostwa świata                    | Londyn         | sztafeta 4 × 100 m | – (el.)    | DQ      |
| 2018 | Halowe mistrzostwa Azji               | Teheran        | bieg na 60 m       | 1. miejsce | 7,20    |
| 2018 | Halowe mistrzostwa świata             | Birmingham     | bieg na 60 m       | półfinał   | 7,30    |
| 2018 | Athletics World Cup                   | Londyn         | sztafeta 4 × 100 m | 3. miejsce | 42,94   |
| 2018 | Igrzyska azjatyckie                   | Dżakarta       | bieg na 100 m      | 5. miejsce | 11,42   |
| 2018 | Igrzyska azjatyckie                   | Dżakarta       | sztafeta 4 × 100 m | 2. miejsce | 42,84   |
| 2018 | Puchar interkontynentalny             | Ostrawa        | sztafeta 4 × 100 m | 3. miejsce | 42,93   |
| 2019 | Mistrzostwa Azji                      | Doha           | bieg na 100 m      | 2. miejsce | 11,28   |
| 2019 | Mistrzostwa Azji                      | Doha           | sztafeta 4 × 100 m | 1. miejsce | 42,87   |
| 2019 | IAAF World Relays                     | Jokohama       | sztafeta 4 × 100 m | eliminacje | DQ      |
| 2019 | IAAF World Relays                     | Jokohama       | sztafeta 4 × 200 m | 2. miejsce | 1:32,76 |
| 2019 | Mistrzostwa świata                    | Doha           | bieg na 100 m      | półfinał   | 11,20   |
| 2019 | Mistrzostwa świata                    | Doha           | bieg na 200 m      | eliminacje | 23,27   |
| 2019 | Mistrzostwa świata                    | Doha           | sztafeta 4 × 100 m | –          | DQ      |
| 2021 | Igrzyska olimpijskie                  | Tokio          | bieg na 100 m      | eliminacje | 11,40   |
| 2021 | Igrzyska olimpijskie                  | Tokio          | sztafeta 4 × 100 m | 6. miejsce | 42,71   |
| 2022 | Mistrzostwa świata                    | Eugene         | bieg na 100 m      | eliminacje | 11,25   |
| 2022 | Mistrzostwa świata                    | Eugene         | sztafeta 4 × 100 m | eliminacje | 42,93   |
| 2023 | Mistrzostwa Azji                      | Bangkok        | sztafeta 4 × 100 m | 1. miejsce | 43,35   |
| 2023 | Igrzyska azjatyckie                   | Hangzhou       | sztafeta 4 × 100 m | 1. miejsce | 43,39   |
| 2024 | World Athletics Relays                | Nassau         | sztafeta 4 × 100 m | repasaże   | 43,13   |
| 2025 | Halowe mistrzostwa świata             | Nankin         | bieg na 60 m       | 8. miejsce | 7,14    |
| 2025 | World Athletics Relays                | Kanton         | sztafeta 4 × 100 m | eliminacje | DQ      |
| 2025 | Mistrzostwa Azji                      | Gumi           | bieg na 100 m      | 1. miejsce | 11,37   |
| 2025 | Mistrzostwa Azji                      | Gumi           | sztafeta 4 × 100 m | 1. miejsce | 43,28   |

## Rekordy życiowe
- Bieg na 60 metrów (hala) – 7,14 (2025)
- Bieg na 100 metrów – 11,13 (2019) / 10,97w (2022)
- Bieg na 200 metrów – 22,93 (2019)